# Le Couteau dans la plaie
Pour plus de détails, voir Fiche technique et Distribution.
Le Couteau dans la plaie est un giallo franco-italien réalisé par Anatole Litvak et sorti en 1962.

## Synopsis
Lisa Macklin, une femme italienne, a une dispute avec son mari, qui lui est américain, dans une discothèque parisienne. Le jour suivant, il part en voyage d'affaires et Lisa lui dit ne plus vouloir le revoir. Alan Stewart est à côté d'elle quand elle apprend que l'avion de son mari s'est écrasé sans laisser de survivant.

## Fiche technique

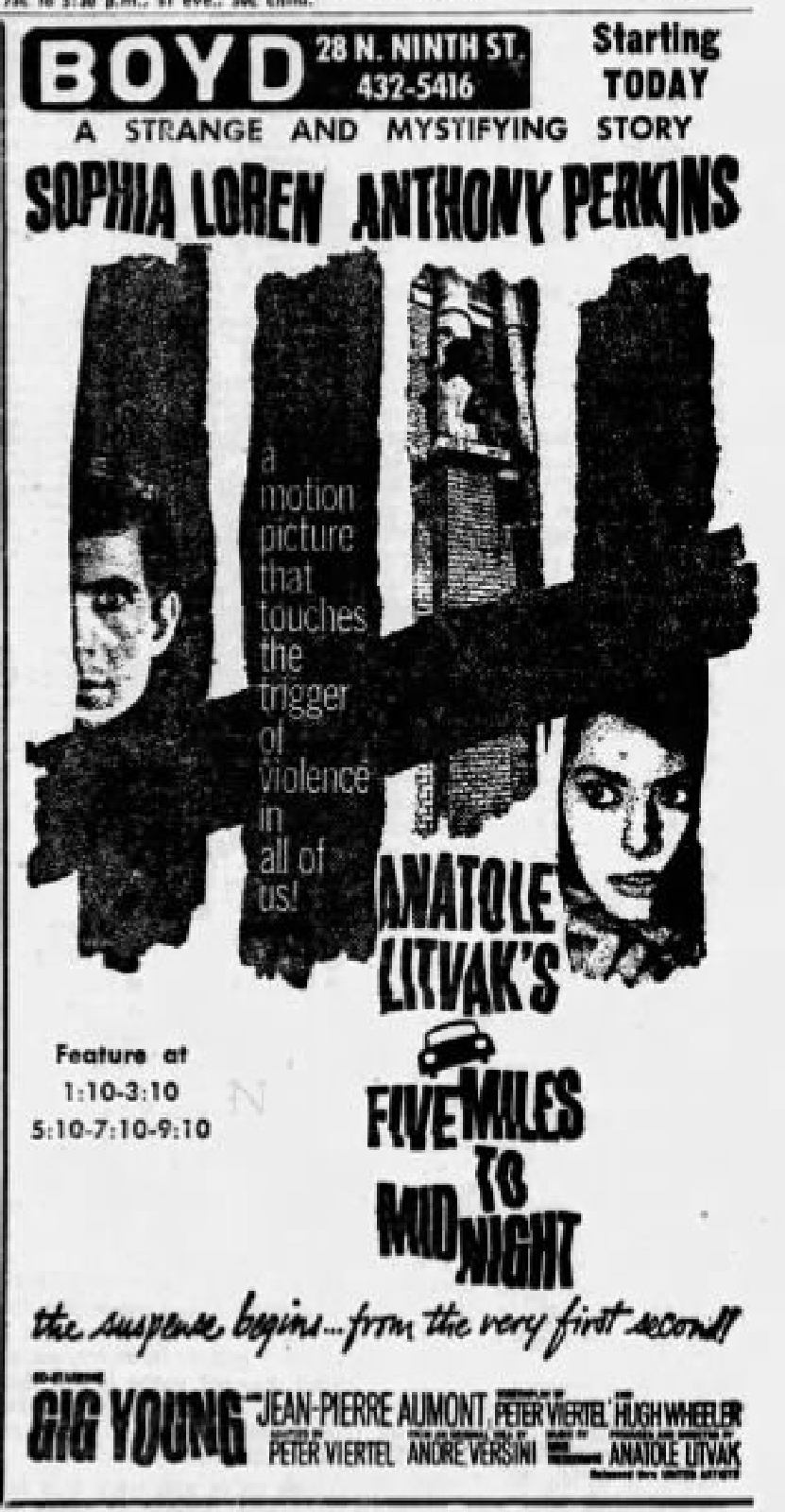
Affiche américaine du film.

- Titre original français : Le Couteau dans la plaie ou La Troisième Dimension
- Titre italien : Il coltello nella piaga
- Titre en anglais : Five Miles to Midnight
- Réalisation : Anatole Litvak, assisté de Serge Piollet
- Scénario : Peter Viertel, Maurice Druon et André Versini
- Musique : Jacques Loussier et Mikis Theodorakis
- Photographie : Henri Alekan
- Son : Jacques Carrère
- Montage : Bert Bates
- Décors : Alexandre Trauner
- Costumes : Guy Laroche
- Pays de production :  France,  Italie
- Tournage : 
  - Langue : anglais
  - Extérieurs : Paris
- Producteur : Anatole Litvak
- Sociétés de production : Filmsonor (France), Dear Film Produzione (Italie), Mercury Films (Royaume-Uni)
- Société de distribution : United Artists
- Format : noir et blanc — 35 mm — 1.66:1 — monophonique (Westrex System)
- Genre : Giallo
- Durée : 110 minutes
- Date de sortie : France : 12 décembre 1962
- Affiche : Macario Gómez Quibus (Espagne)

## Distribution
- Sophia Loren : Lisa Macklin
- Anthony Perkins (VF : Jean-Claude Brialy) : Robert Macklin
- Gig Young (VF : Claude Dauphin) : David (Denis en VF) Barnes
- Jean-Pierre Aumont : Alan Stewart
- Régine : elle-même au club Chez Régine
- Yolande Turner (VF : Jacqueline Porel) : Barbara Ford, amie de Lisa
- Tommy Norden : Johnny (Gérard en VF), le petit voisin
- Mathilde Casadesus : Madame Duval, la concierge
- Elina Labourdette : Madame Lafont, supérieure de Lisa chez Guy Laroche
- Pascale Roberts : une prostituée
- Jacques Marin : l'assureur
- Albert Rémy (VF : André Valmy) : un policier
- Bernard Musson : un policier
- Jacqueline Porel : une vendeuse, collègue de Lisa
- Gisèle Préville : Mme de Saint-Ouen, riche cliente
- Germaine Delbat (non créditée) : l'employée de la réception
- Gérard Hernandez (non crédité) : le serveur qui fait savoir à Lisa qu'on lui téléphone
- Jacques Harden (non crédité) (VF : Edmond Bernard) : le 1er motard de la Police

## Thèmes et contexte
Le récit de ce thriller, tourné en anglais, est centré sur un couple en train de se disloquer, avec le décès fictif du mari pour arnaquer l'assurance-vie.